# Gustav Adolf Schimmer
Gustav Adolf Schimmer (* 23. Jänner 1828 in Wien; † 16. November 1902 ebenda) war ein österreichischer Statistiker, Demograph und Publizist.
Schimmer publizierte in Nachfolge seines Vaters Karl August Schimmer das Sammelwerk „Das alte Wien“, welches in zwölf Heften in den Jahren 1854 bis 1856 erschienen ist.